# ゴーストップ (花札)
ゴーストップは、韓国で遊ばれている花札の遊戯のひとつである。韓国でもっとも人気のある花札ゲームであり、日常的に遊ばれている。
基本的なルールは3人で行うこいこいの変種といってよいが、札の取り方によってさまざまなボーナス点がつくため、射倖心をあおるルールになっている。
ハンゲームの花札のルールは、「五鳥」が日本で標準的な「猪鹿蝶」になっているが、それ以外はほとんど「ゴーストップ」そのものである。

## 名称
ある一定以上の点に達したときに「ゴー」（「こいこい」の「こい」）または「ストップ」のいずれかを選択する必要があるために「ゴーストップ」の名がある。
別名の「五鳥」は、特徴的な役である「梅に鶯・藤に時鳥・芒に雁」の3枚をあわせると鳥が5羽になることに由来する。日本語の借用であるが、朝鮮語の子音体系にあわせて「ゴドリ」のように発音される。

## ルール

### 人数
通常は3人だが、2人でも遊べる。4人以上のときは八八と同様に出降りを行って実際には3人で競技する。
ここでは、3人の場合を記述し、2人の場合は「変種」の項目に記載する。

### 使用する道具
韓国で販売されている花札は日本のものとはデザインが多少異なっているのが普通だが、日本の花札を使用して「ゴーストップ」を遊んでもとくに支障はない。

### 札の分類
札は日本と同様に「光札・種札・短冊札・カス札」に区分される。ただし、以下の点に注意。
- 「菊に盃」はカス札とみなすことができる（こいこいと同じ）
- 「菊に盃（カスとみなした場合）・柳のカス札・桐の赤カス[2]」はカス2枚相当とみなす

### 実際の競技
三人の場合は、札は各7枚、場札は6枚。残りを山札とする。二人の場合は、札は各10枚、場札は8枚、残りを山札とする。
実際の札の合わせ方は花合わせと同様であるので、説明を省略する。

### 手役
手札の中に同じ月の札が4枚あった場合は、手役になる。点数は地域により一定していない。手役があった場合にそれ以降のプレイをせずに次の場に進むか、それともそのままゲームを続けるかは一定しない。
場札の中に同じ月の札が4枚あった場合は、配りなおす。

### 出来役
出来役は「こいこい」のものによく似ているが、猪鹿蝶がなく、かわりに五鳥・草短がある。
| 役名 （日本語） | 役名 （朝鮮語） | 説明                            | 点数 | 組み合わせ |
| --------------- | --------------- | ------------------------------- | ---- | ---------- |
| 五光            | 오광(五光)      | 光札5枚                         | 15点 |            |
| 四光            | 사광(四光)      | 光札4枚（柳を含んでもよい）     | 4点  | （1例）    |
| 三光            | 삼광(三光)      | 光札のうち柳に小野道風を除く3枚 | 3点  | （1例）    |
| 雨三光          | 비삼광(비三光)  | 光札のうち柳に小野道風を含む3枚 | 2点  | （1例）    |
| 五鳥            | 고도리          | 梅に鶯・藤に時鳥・芒に雁の3枚   | 5点  |            |
| 赤短            | 홍단(紅短)      | 松・梅・桜の短冊3枚             | 3点  |            |
| 青短            | 청단(靑短)      | 牡丹・菊・紅葉の短冊3枚         | 3点  |            |
| 草短            | 초단(草短)      | 藤・杜若・萩の短冊3枚           | 3点  |            |
| たね            | 열끗            | 種9枚のうち任意の5枚            | 1点  | （1例）    |
| たん            | 띠              | 短冊10枚のうち任意の5枚         | 1点  | （1例）    |
| かす            | 피              | 任意のカス10枚                  | 1点  | （1例）    |

- 上の表の「かす」の例では「菊に盃」をカス2枚相当として使用している。
- 「たね・たん・かす」の3役は、1枚増えるごとに1点増しとなる。
- 表に示した役と点数はもっとも代表的なものだが、四光と雨四光の点数を分けるなど、異なるルールが採用されることもある

### ゴー・ストップ
点数が3点以上になったときは、そのままプレイを続けるか（ゴー）、またはプレイを終了するか（ストップ）のどちらかを宣言しなければならない。「ゴー」は「こいこい」の「こい」に相当する。
ゴーを宣言してから追加得点がはいった場合、その得点のほかに追加点1点を得る。ゴーを2回したら追加点も2点になる。ゴーを3回したら「スリーゴー」と言い、得点が倍になる。以下ゴーの回数が増えるごとに4倍・8倍と増えていく。
ゴーを宣言したまま追加得点がはいらずに終了した場合、その得点はなかったことになる。
ゴーを宣言したあと、別の競技者があがった場合、ゴーを宣言した人は倍額を払う必要がある。3人で競技していて、Aがゴーを宣言し、Bがゴーを宣言せず、Cがあがった場合、Aは倍額を支払い、Bの支払いは免除される。
なお、「こいこい」とは異なり、ゴーストップでは1回取ったカスが別人に取られることがあり、このため得点が減少する可能性がある。この場合は、前回ゴーしたときより高い点数に戻さないかぎりストップすることはできない。
だれも上がれずにプレイが終了した場合、点数のやりとりは発生しないが、次回のプレイの点数が倍になる。次回の親は前回と同じ人がつとめる。

### 特殊ルール
- 手札と場札を合わせたあと、山をめくって出た札が今出した手札と同月だった場合（下記のタダクの場合を除く）、その手札・場札・めくった山札の3枚はどれも取ることができない。3枚は重ねて場に出したままにしなければならない。これを「ポク（뻑）」または「サダ（싸다）[3]」と呼ぶ。
  - ただし、第一巡でポクになった場合、その人はボーナス点3点を得る。
  - 第一巡でポクになった人が第二巡でも連続してポクになったら、その人はボーナス点5点を得る。
  - 連続していてもいなくても、同じ人が3回ポクを起こしたら、その人の勝ちになる。このときの得点は地域によって異なる。
- 場札に3枚同じ月の札があった場合（上記ポクの場合を含む）、同じ月の残り1枚で3枚全部をまとめて取ることができる。さらに取った人は他の競技者からカスを一枚もらえる。
- 場札に2枚同じ月の札があった場合、その片方を手札で取り、すぐ次にめくった札でもう一方が取れた場合は、他の競技者からカスを一枚もらえる。これを「タダク（따닥）」という。
  - 第一巡のタダクはボーナス点3点を得る。
- 手札から捨てた札をすぐ次にめくった札で取れた場合は、他の競技者からカスを一枚もらえる。これを「チョク（쪽）[4]」という。
  - 第一巡のチョクはボーナス点3点を得る。
- 手札とめくった札で場札を0枚にした場合。他の競技者からカスを一枚もらえる。これを「サクスリ（싹쓸이）[5]」、略して「スル（쓸）」という。

ただし、最終巡では3枚まとめて取ったりタダク・チョク・サクスリがおきてもカスをもらえない。
上記の特殊ルールによってカスを一枚渡す場合、取った札の中にカスがなければ何もしなくてもよい。カスがあればそれがカス2枚相当の札であっても（菊に盃を含む）渡さなければならない。
以下は点数が倍になる特殊ルールである。倍づけのことを朝鮮語では「パガジ（바가지）」略して「パク（박）」という。倍づけが複合すると、得点は4倍・8倍と増えていく。
- 手札に同じ月の札が3枚あった場合、同じ月の札が場にもあれば、3枚をいっぺんに出して4枚全部を合わせて取ることができる。この場合、他の競技者からカスを一枚もらえる。また、その回のプレイに勝利したら得点が倍額になる。これを「ポクタン（폭탄）」すなわち爆弾という。爆弾を出すと手札が不足するので、そのあとの任意の2回は手札から何も出さずに山札だけをめくる。
- 手札に同じ月の札が3枚あった場合、その3枚を見せれば、まとめて出すことはできなくなるが、やはりその回のプレイに勝利したら得点が倍額になる。これを「フンドゥルギ（흔들기）[8]」という。
- 勝った人がカスを10枚以上取っている場合、カスが6枚未満の人は倍額を支払う。この場合を「ピバク(피박)」という。
- 勝った人が光札を3枚以上取っている場合、光札を取っていない人は倍額を支払う。この場合を「グァンバク(광박)」という。したがって、出来役の表では五光は15点とされているが、実際にはほかの人は光札を取っていないので、必ず倍額の30点を払わなければならない。
- 勝った人が種札を7枚以上取っている場合、倍額を支払う。この場合を「モンバク(멍박)」という。
- 一人が「ゴー」を宣言した状態で、他の人が3点を出して「ストップ」を宣言して、新しい勝者になると、まず、「ゴー」を宣言した人は、他の相手が失うお金まですべて支払わなければならない。この場合を「ゴバク(고박)」という。

### ジョーカー
場合によっては「ジョーカー・ボーナスカード」などと呼ばれる特殊札を数枚入れることもある。ジョーカーの種類と機能はメーカーごとに異なるが、カス2枚またはカス3枚として機能するのが普通である。手札またはめくった山札にジョーカーがあるときは、それを即座に（ほかの札と合わせずに）自分のものとしてさらし、山札をもう一枚めくる。
最初からジョーカーが場に出ている場合、それは親のものになる。

## 変種

### 2人版のゴーストップ
2人でゴーストップを行うときは、「マッゴー(맞고)」という。基本的なルールは、ゴーストップと同じだが、いくつかの違いがある。
- 手札を10枚・場札を8枚にする。
- 「ゴー・ストップ」の宣言をするのは最低7点を必要とする。
- ピバクの基準が7枚未満である。
- ゴバクで敗れると、基本的なポットの2倍を支払う。